# جيل
الجيل هو مرحلة التعاقب الطبيعية من أب إلى ابن، ويعرّف تقليديا على أنه «متوسط الفترة الزمنية بين ولادة الآباء وولادة أبنائهم.» ومدة الجيل من 20 -30 سنة.
في علم الأحياء، عملية نقل الكائنات الحية لسماتها الوراثية من جيل إلى جيل تعرف بالتطور[بحاجة لمصدر].